# IC31
O IC 31 é um itinerário complementar de Portugal em fase de projecto. Ligará, em perfil de auto-estrada, a auto-estrada   A 23  em Alcains, Castelo Branco à fronteira espanhola nas Termas de Monfortinho, onde terá seguimento através da autovía espanhola   EX-A1 , actualmente em construção. Passará junto a Idanha-a-Nova e à aldeia histórica de Monsanto.
Contribuirá para aproximar a Beira Baixa à Estremadura espanhola, regiões que há bastantes anos reivindicam uma nova ligação que substitua as actuais estradas regionais. Numa visão mais abrangente, permitirá também estabelecer uma alternativa mais curta e mais rápida à   A 23  nas viagens Lisboa/Madrid, uma vez que a   EX-A1  espanhola desemboca na autovía   A-5  junto a Navalmoral de la Mata, a 185 km de Madrid.
Esta via está ainda numa fase prévia, correspondente à avaliação ambiental dos estudos de traçado. Não é de esperar que avance nos próximos dois anos, depois de a sua construção ter sido suspensa pelo Governo durante a elaboração do Plano de Estabilidade de Crescimento (PEC) 2010-2013.

## Estado dos Troços
| Troço                                    | Situação                                      | km |
| ---------------------------------------- | --------------------------------------------- | -- |
| Alcains ( A 23 ) - Termas de Monfortinho | Em processo de Avaliação de Impacto Ambiental | 56 |